# Max Woiski jr.
Max Rene Valentino Mackintosh (Paramaribo, 13 mei 1930 – Alkmaar, 23 maart 2011), beter bekend onder zijn artiestennaam Max Woiski jr, was een Surinaams zanger/gitarist. Hij is de zoon van Max Woiski sr. en de vader van de zangeres Lils Mackintosh en van Max Mackintosh.

## Biografie
Woiski jr. speelde met zijn orkest voornamelijk in zijn eigen club La Tropicana in de Leidsedwarsstraat in Amsterdam en was rond 1970 veel op de radio te horen. In zijn orkest zaten de Surinamers Raul Burnett (conga's), Steve Boston (timbales), Johan 'Groentjie' Grunberg (percussie) en de Nederlanders Jan Jacobs (bas) en Ronald Langestraaten (piano). Ze speelden voornamelijk Zuid-Amerikaanse muziek, met een compleet ander ritme dan zijn hits Rijst met kouseband en Je bent nog niet gelukkig met een mooie vrouw.
Na een zakelijk conflict verlieten Boston, Burnett, Grunberg en Jacobs de band en richtten zij Ritmo Natural op.

## Discografie

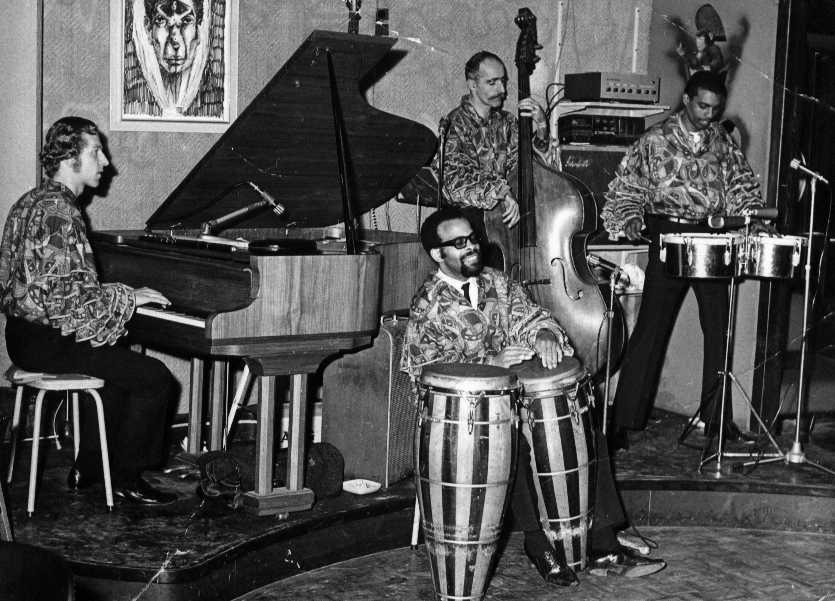
De band van Max Woiski jr. in La Tropicana.

### Albums
| Album met eventuele hitnotering(en) in de Nederlandse Album Top 100 | Datum van verschijnen | Datum van binnenkomst | Hoogste positie | Aantal weken | Opmerkingen                        |
| ------------------------------------------------------------------- | --------------------- | --------------------- | --------------- | ------------ | ---------------------------------- |
| De grootste successen van Max Woiski                                | 1970                  | -                     |                 |              | Verzamelalbum                      |
| Ritmo tropical                                                      | 2011                  | 05-03-2011            | 79              | 1            | met Max Woiski sr. / Verzamelalbum |

### Singles
| Single met eventuele hitnotering(en) in de Nederlandse Top 40 | Datum van verschijnen | Datum van binnenkomst | Hoogste positie | Aantal weken | Opmerkingen |
| ------------------------------------------------------------- | --------------------- | --------------------- | --------------- | ------------ | ----------- |
| Je bent nog niet gelukkig met een mooie vrouw                 | 1963                  | -                     |                 |              |             |
| Beter dan ooit                                                | 1964                  | -                     |                 |              |             |

- Gemeinsame Normdatei: 1127556010
- International Standard Name Identifier: 0000 0001 3093 3002
- MusicBrainz: 58134959-3bff-477f-9a6a-6994a0fc5823
- Nederlandse Thesaurus van Auteursnamen: 332499723
- Virtual International Authority File: 288217882
- WorldCat: E39PBJjmVQVJXTwmbVMR7YPxXd